# Flabellula
Flabellula – rodzaj ameb należących do supergrupy Amoebozoa w klasyfikacji Cavaliera-Smitha.
Gatunki należące do tego rodzaju nie wytwarzają cyst. Występują w morzach.
Należą tutaj następujące gatunki:
- Flabellula baltica Smirnov, 1999[3]
- Flabellula calkinsi (Hogue, 1914)[3]
- Flabellula citata Schaeffer, 1926[3]
- Flabellula demetica Page, 1980[1]
- Flabellula trinovantica Page, 1980[1]